# 귀신 보는 형사 처용 2
《귀신 보는 형사 처용 2》는 2015년 8월 23일부터 2015년 10월 18일까지 OCN에서 방영된 OCN 일요드라마이다.

## 등장 인물

### 주요 인물
- 오지호 : 윤처용 역
- 전효성 : 한나영 역
- 하연주 : 정하윤 역

### 특수사건전담팀
- 주진모 : 강기영 역 - 리더 총경
- 유승목 : 변국진 역 - 경감
- 연제욱 : 이종현 역 - 경사
- 김권 : 한태경 역 - 형사

### 그 외
- 여현수 : 한규혁 역 - 변호사
- 송종호 : 남민수 역 - 중앙지검 특수과 검사
- 김영준 : 정일훈 역 - 한규혁의 오른팔
- 소희정 : 부검의 역
- 문정수 : 개코 역 - 처용의 정보원
- 허민진 : 투신자살 여고생역

### 우정출연
- 이경영 : 경찰청장 역 (1 ~ 2화)
- 이원종 : 지하도 노숙자 지박령 역 (1 ~ 2화)
- 이영아 : 김유리 역 (1 ~ 2화)
- 김경진 : 노숙자 역 (1화)

### 특별출연
- 김동욱 : 이철규 역 (1 ~ 2화)
- 장현성 : 점쟁이 역 (3화)
- 권현상 : 고경빈 역 (3화)
- 조동혁 : 킬러 역 (5화)
- 연정훈 : 교통경찰 역 (5화)
- 김강현 : 백승찬의 후배 기자 역 (5화)

## 에피소드별 내용

### 1 ~ 2화 비너스
사건 개요 : 저주 받은 엘리베이터, 그리고 내비게이션이 이끈 토막 살인 사건 현장
사건 관련 주요 인물
- 한성천
- 장인호
- 현서
- 유현영
- 길하라
- 배슬기 : 김희연 / 김희수 역
- 공정환 : 건물주 역

그밖의 인물들
| - 이영균 - 김우린 - 김장호 - 김동곤 - 김현우 - 이현빈 - 조정훈 | - 김대흥 - 경사라 - 강인아 - 당현성 - 김동원 - 김구경 - 정연심 | - 고호정 - 윤산 - 김티모테오 - 노태현 - 최원 - 천서유 - 김소영 | - 조정훈 - 손경원 - 고명진 - 김수빈 |

### 3화 키스 오브 데스
사건 개요 : 캠퍼스 퀸의 기괴한 죽음, 그리고 해변에서 발견된 변사체
사건 관련 주요 인물
- 서준영 : 이재훈 역
- 윤주 : 서민정 역
- 임지규 : 서창민 역. 민정의 오빠

그밖의 인물들
| - 박성일 - 홍현철 - 한지수 - 이선화 - 구슬아 | - 윤화경 - 고은서 - 오서영 - 김은경 - 변주현 | - 박준서 - 강성수 - 이준상 - 이진샘 - 박용 | - 윤은진 - 서병덕 - 서지원 |

### 4화 환생
사건 개요 : “듣는 순간 죽는다!” 저주받은 노래 ‘환생’
사건 관련 주요 인물
- 양영조
- 김형종 : 도형준 역
- 서이안 : 윤세아 역
- 한성연 : 김연진 역
- 서준영 : 이재훈 역
- 공윤창
- 강서준 : 김대호 역
- 허민진
- 공윤찬 : 윤세아 매니저 역

그밖의 인물들
| - 장성완 - 하연우 | - 김민지 - 안서현 | - 이영은 - 정다솔 |  |

### 5화 바람개비
사건 개요 : 사회부 기자의 죽음, 그리고 남겨진 한 아이의 사진
사건 관련 주요 인물
- 박재훈 : 양현모 역
- 김승훈 : 백승찬 기자 역
- 김경룡 : 보육원장 역
- 이창
- 박하준 : 민지성 역 (아역). 귀신
- 장한나 : 민지원 (아역)

그밖의 인물들
| - 권반석 - 최한별 - 이웅희 - 김재홍 | - 김도형 - 오지연 - 최대열 - 이진화 | - 정병두 - 양근석 - 김준우 - 안장훈 | - 김동규 - 함진성 - 핸리 - 서우승 (아역) |

### 6화 메모리즈 2
사건 개요 : 죽음의 연주가 울려퍼지는 음악실, 7년 전 시작된 괴담의 진실을 밝혀라
사건 관련 주요 인물
- 이승연 : 이난희 역. 교사
- 손나래 : 유가영 역
- 이유미 : 송다정 역
- 김민아 : 양혜미 역. 귀신
- 이시아 : 한지수 역. 피아니스트

그밖의 인물들
| - 김한섭 - 김근영 - 김형주 - 장종진 - 오영호 | - 하진 - 석정만 - 김인희 - 유민주 - 김동곤 | - 김세연 - 박여리 - 이지은 - 조정윤 - 김수홍 | - 이웅희 - 김준석 - 김경민 |

### 7화 진실의 시그널
사건 개요 : 암매장 된 사회부 여기자가 쓰지 못한 마지막 기사! 그녀를 죽음으로 몰고간 진실을 밝혀라
사건 관련 주요 인물
- 한인수 : 김우혁 역
- 최귀화 : 이준석 역
- 이도아 : 황민주 역. 귀신
- 서지승 : 제니 역
- 이재우 : 최용재 역
- 백준현

그밖의 인물들
| - 박준희 - 서기훈 - 홍성호 | - 김성준 - 김대성 - 강혜경 | - 강준석 - 김진양 - 권오수 | - 박원희 - 김경태 |

### 8화 살인의 추억
사건 개요 : 하얀 원피스와 안개꽃 한 다발... 오싹한 기운이 떠도는 밀실 살인 사건의 진실을 밝혀라!
사건 관련 주요 인물
- 이기영 : 최연석 경감 역
- 김현준 : 오창원 역. 빙의
- 임도규(임강성) : 조남호 역
- 이빛나 : 이지연 역

그밖의 인물들
| - 박수민 - 이서준 - 이달 | - 우우진 - 박한나 - 김혜림 | - 명인호 - 김주현 - 박수민 | - 양소윤 |

### 9 ~ 10화 악마의 정의
사건 개요 : 충격! 악마의 변호사, 흉악범을 풀어준 뒤 살해하다! 정의라는 이름으로 살인을 저지른 비밀 조직 ‘사랑회’
사건 관련 주요 인물
- 정진 : 김용철 역
- 배유람 : 석찬 역
- 김서현 : 용철의 아내 순영 역. 귀신
- 김병철 : 이동석 역
- 송태윤 : 강재섭 역
- 허혜리 : 문지영 역
- 백두산
- 송용훈
- 하예린 : 한사랑 역
- 문태수 : 조만복 역

그밖의 인물들
| - 정상현 - 김희열 - 이택근 - 김윤찬 - 정한빈 - 이종구 - 최재영 - 남우 - 김세준 - 강덕중 : 견인차 기사 역 - 공민규 | - 박춘희 - 박찬 - 박승현 - 윤민우 - 하태성 - 손선근 - 최서후 - 맹봉학 - 이성재 | - 이성재 - 김해곤 - 서진욱 - 이유리 - 박재범 - 하철 - 신준향 | - 이정원(아역) - 김우석(아역) |

## 시청률
| 2015년 | 2015년    | 2015년             | 2015년 | 2015년 |
| 회차   | 방송 일자 | 부제               | 시청률 | 시청률 |
| 회차   | 방송 일자 | 부제               | AGB    | TNmS   |
| ------ | --------- | ------------------ | ------ | ------ |
| 1화    | 8월 23일  | 비너스 Part 1      | 1.7%   | 1.4%   |
| 2화    | 8월 23일  | 비너스 Part 2      | 1.7%   | 1.5%   |
| 3화    | 8월 30일  | 키스 오브 데스     | 1.4%   | 1.7%   |
| 4화    | 9월 6일   | 환생               | 1.5%   | 1.7%   |
| 5화    | 9월 13일  | 바람개비           | 1.4%   | 1.4%   |
| 6화    | 9월 20일  | 메모리즈 2         | 1.5%   | 1.4%   |
| 7화    | 9월 27일  | 진실의 시그널      | 0.8%   | 1.1%   |
| 8화    | 10월 4일  | 살인의 추억        | 1.6%   | 1.2%   |
| 9화    | 10월 11일 | 악마의 정의 Part 1 | 1.5%   | 1.4%   |
| 10화   | 10월 18일 | 악마의 정의 Part 2 | 1.8%   | 1.5%   |